# Guiguzi
Guiguzi (chinois simplifié : 鬼谷子 ; chinois traditionnel : 鬼穀子 ; pinyin : guǐgǔ zi, traduit en « Le Maître de la vallée des démons ») est l’auteur à qui la tradition attribue un ensemble de textes comprenant douze chapitres sur la persuasion et la diplomatie, et sept sur le développement spirituel et son utilité pour faire face au monde extérieur. Guiguzi est aussi le titre de l’ensemble, qui a parfois été appelé Baihece (chinois traditionnel : 捭闔策 ; chinois simplifié : 捭阖策 ; pinyin : bǎihé cè ou Benjing yinfu qishu (本經陰符七術 / 本经阴符七术, běnjīng yīnfú qīshù) . 
Ces textes sont généralement considérés comme datant des Royaumes combattants et des Han. La première mention de l’existence d’un livre de ce nom se trouve dans une édition du Shiji datant du Ve siècle.
Guiguzi est considéré comme le fondateur de l’école des diplomates (zonghengjia 縱橫家 / 纵横家, zònghéng jiā), mais les sept derniers chapitres reflètent la pensée taoïste. Le Guiguzi a été intégré au Canon taoïste. 
L’Ecole des Diplomates est une des écoles philosophiques de la Chine ancienne, école qui s’est notamment intéressée à la rhétorique. Elle constitue un des dix principaux courants de la pensée chinoise ancienne, tels que listés par l’historien Liou Hin (env.46 av. J.-C. - 23 ap. JC) . 
Selon le Shiji, les stratèges politiques Su Qin (蘇秦,  environ -382 / -284) et Zhang Yi (張儀, -373/ -310) auraient été disciples du Maître de la vallée des démons.
Dans la tradition populaire, Guiguzi est le patron de la divination et de la physiognomie. C’est aussi l'un des esprits tutélaires dont se réclame le fondateur du weixinisme.